# Concelebratie

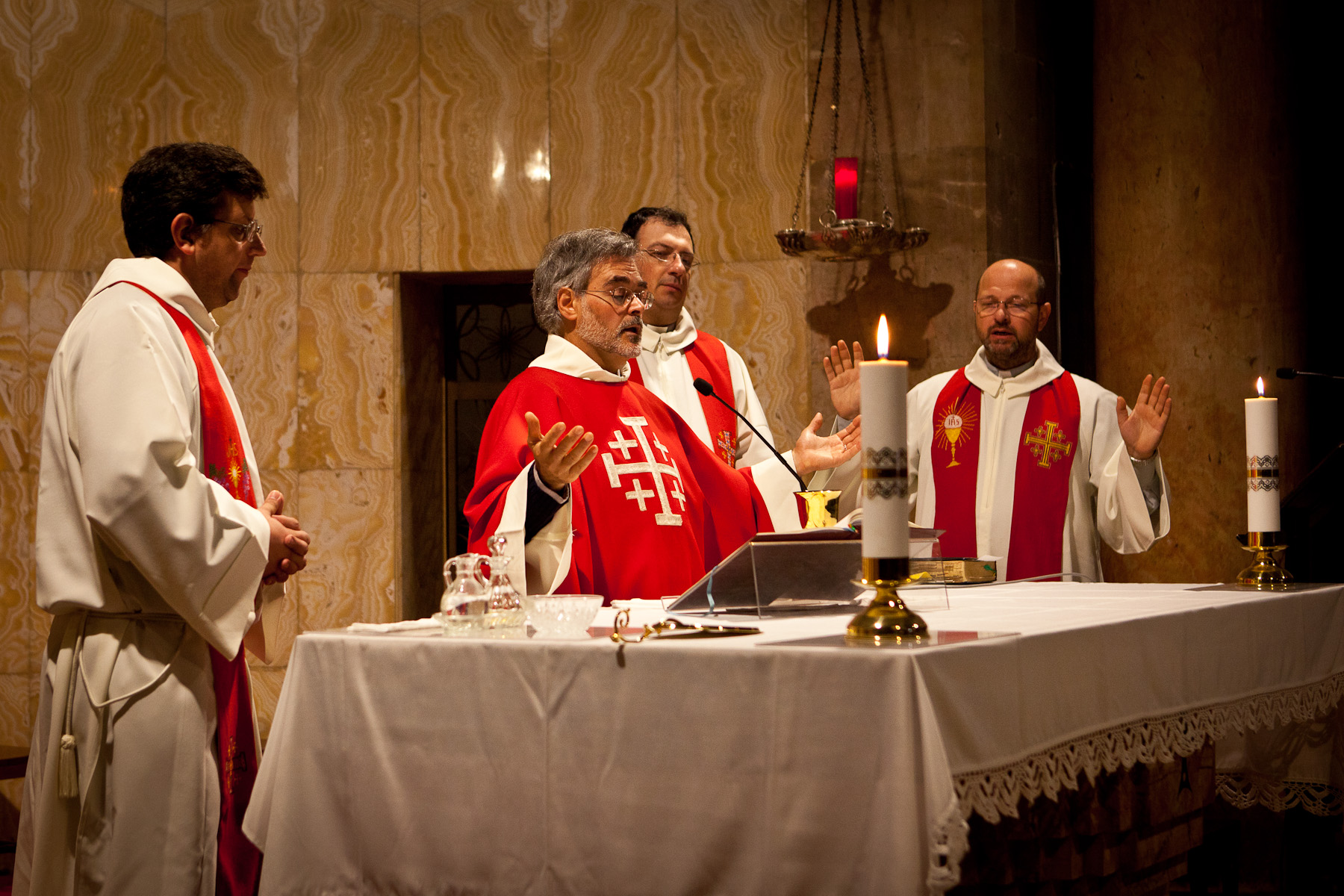
Concelebratie tijdens het eucharistisch gebed van een mis in de Kerk van Alle Naties in Jeruzalem

Concelebratie is in de Rooms-katholieke Kerk het stellen van een liturgische handeling door meerdere celebranten tegelijk, die als één geheel optreden, zoals bij de priesterwijding. In strikte zin wordt er de eucharistische concelebratie mee bedoeld, dit wil zeggen dat meerdere priesters tezamen de mis opdragen.
Bij concelebratie worden de priesters concelebranten genoemd. Een van de celebranten dient als hoofdcelebrant. Hij deelt de taken uit en leest de voornaamste gedeelten van het eucharistisch gebed.
Bij een Ordo Missae (Tridentijnse Mis) is concelebratie per definitie uitgesloten.